# アマドゥ・ディアロ
アマドゥ・ディアロ（Amadou Diallo、1975年9月2日 - 1999年2月4日）は、アメリカ合衆国ニューヨーク市に住んでいたギニア人の移民。23歳の1999年2月4日に、ニューヨーク市警察に勤める4人の白人警官から合計で41発の銃弾を受けて射殺された。4人の警官は解雇され起訴されたが、その全員が裁判で無罪となった。
ディアロは射撃時点で非武装であったにもかかわらず射殺されたため、この事件は多くの人々の興味を引いた。また、白人警官が黒人であるディアロを射殺したことから、黒人達からの強い反発を生んだ。その後、警察官の暴力問題、人種差別問題、射撃の伝染性など、多くの論争のきっかけとなった。

## 来歴
ディアロは、父親がマイクロソフトの研究所で働いていた関係でリベリアのシノエ郡で生まれ、その後トーゴ、バンコク、シンガポール、ギニア、ロンドンなどを転々とした。
1996年9月に、ディアロは家族のいたニューヨーク市に移住し、コンピュータサイエンスの学位を取得するために大学に通う計画を立てていた。しかし当初希望していた就学ができず、政治亡命を申請して永住権を得ようと考えた。彼は昼間物売りをして生活費を稼ぎ、夜は勉強する日々を過ごしていた。

## 事件の経緯
1999年2月4日の早朝、ディアロは、食事から戻り自宅近くでたたずんでいた。そのときに、近くを通りかかった4人の私服の白人警官が、彼の容貌が手配中の連続強姦犯人によく似ているように見えたため、彼を取り調べようとした。
白人警官たちの主張によれば、彼らは大声で自分たちが警官であることをアピールした後、身体検査を行うので一歩も動かないように命じた。しかしディアロは、彼らの警告を無視し、ポケットに手を突っ込んだ。白人警官達は、ディアロが銃を取り出して自分たちを撃とうとしていると判断し、自分達も即座に発砲した。
白人警官達は合計で41発の弾丸を撃ち込み、うち19発がディアロに命中。ディアロは即死した。その直後、警官達はディアロがポケットから何を取り出そうとしていたのか調べたが、彼のポケットには銃はなく、財布しか入っていなかった。
3月25日にブロンクス大陪審は、第2級殺人と過剰防衛の容疑で白人警官達を起訴した。12月16日にニューヨーク高等裁判所はニューヨークでの公正な裁判は不可能であるとしてオールバニへ裁判地の変更を命じ、2000年2月25日に、2日間の審理の後に、陪審員（黒人と白人の両方を含む）は、彼ら全員を無罪とする決定を下した。

## 余波
判決後、警察の暴力行為および人種差別に対する大規模な抗議デモが各地で発生した。デモは何週間も続き、1700人あまりの逮捕者を生んだ。聖職者、女優、芸能人など、著名人のデモ参加者も少なくなかった。
この事件をきっかけに、警察官の暴力問題、人種差別問題、射撃の伝染性などが大きく話題となった。
2000年4月18日に、ディアロの母親および彼の継父は、ニューヨーク市と市警に対して6100万ドルの損害賠償を請求する裁判を起こし、2004年3月に300万ドルで和解した。

## 射撃の伝染性
射撃の伝染性とは、ある集団のうち1人が射撃を行うと、その仲間も誘導されて射撃を始める現象を指す。多くの場合、最初に発砲した人物には発砲した理由があるが、それに誘導されて発砲した人々はなぜ発砲するかを理解せずに発砲する。そのため、誰が最初に発砲したのかがしばしば問題となる。また、この現象が起きると、過剰な射撃が行われ、より悲劇的な結果を生む恐れがある。